# Русенгорд (жіночий футбольний клуб)
Футбольний клуб «Русенгорд» (швед. Rosengård Fotboll Club) — шведський жіночий футбольний клуб з  міста Мальме. До 2007-го року команда мала однойменну з містом назву — «Мальме ФФ Дам» (швед. Malmö FF Dam). «Русенгорд» вигравав жіночий Аллсвенскан рекордних тринадцять разів.

## Історія
7 вересня 1970 року правління іменитого чоловічого клубу «Мальме» вирішило створити жіночу команду як частину основного клубу. Команда називалася «Malmö FF Dam» — де слово dam означає «жінка».
У 1986 році клуб вперше виграв шведський жіночий футбольний дивізіон 1. 
Дивізіон 1 був найвищим дивізіоном Швеції до 1988 року, коли було сформовано Дамаллсвенскан. У 1990 році клубу знадобилося три сезони, щоб виграти і нещодавно створений Дамалсвенскан, а у 1991, 1993 та 1994 роках продовжили цей успіх. Після цього «Мальме ФФ Дам» сім сезонів поспіль (з 1996 по 2002 рік) займав друге місце.
У квітні 2007 року «Malmö FF Dam» розпочав ребрендинг команди, включно з новою назвою команди, кольорами форми та логотипом. Клуб повністю вийшов із складу Malmö FF і став самостійним клубом. 11 квітня 2007 року команда була перейменована в «LdB FC Malmö». Зміна назви була пов'язана зі спонсорською угодою на 24 мільйони шведських крон зі шведською компанією по догляду за шкірою Hardford; чий провідний бренд Lait de Beauté (молочко для краси) став абревіатурою в назві клубу. Під назвою «LdB FC Malmö» клуб виграв чемпіонат Damallsvenskan у 2010 році та кваліфікувався до Ліги чемпіонів УЄФА сезону 2011–12 років.
У жовтні 2013 року «LdB FC Malmö» об'єднався з клубом «Русенгорд 1917» та прийняв його назву. Виграш титулу Дамаллсвенскан у 2013, 2014 та 2015 роках зробив клуб вперше в історії переможцем шведського чемпіонату тричі поспіль.

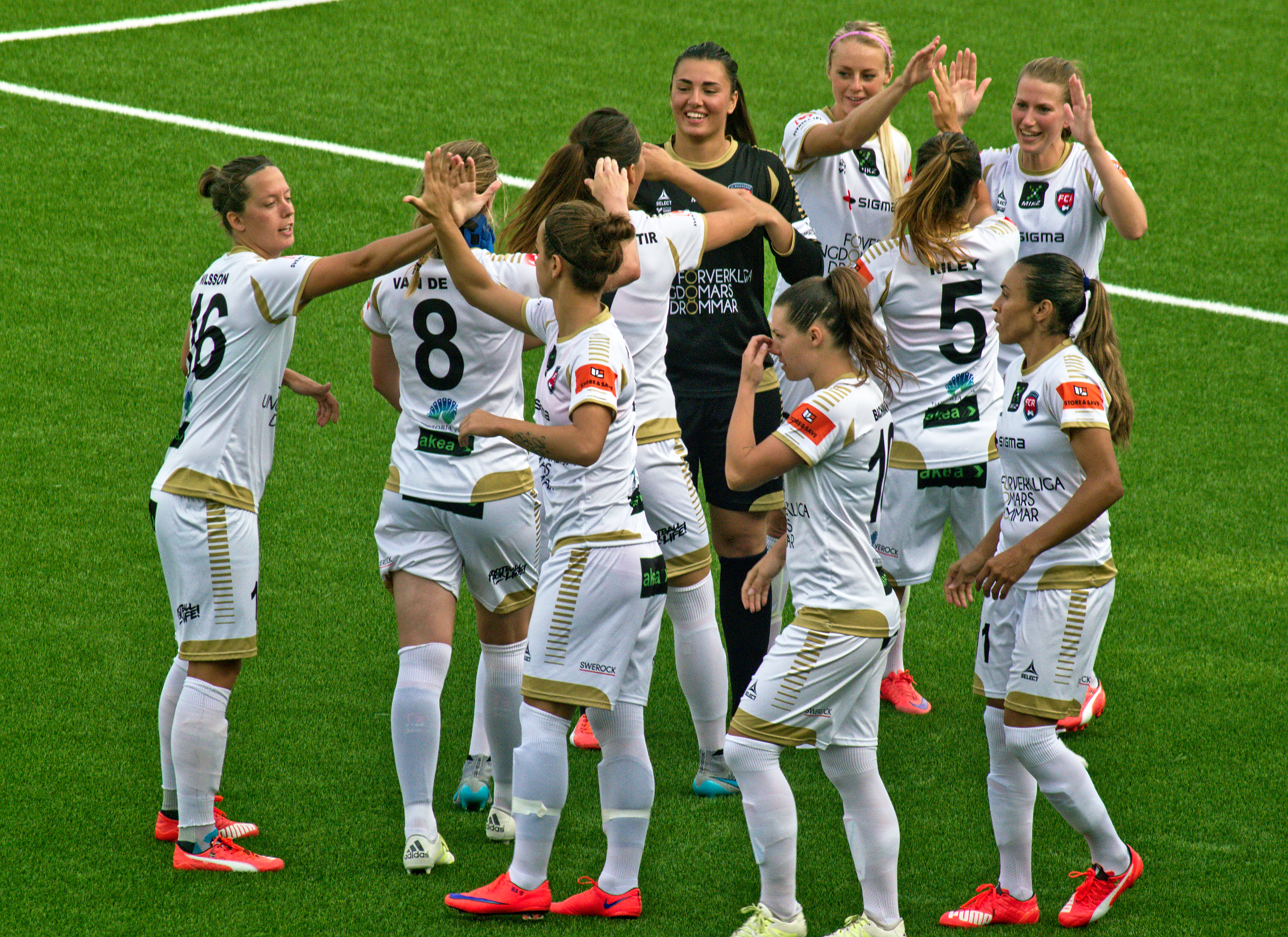
Гравчині команди «Русенгорд» святкують перемогу (2015)

## Дербі
У 2019 році на позачергових щорічних зборах членів чоловічого футбольного клубу «Malmö FF» було проголосовано за відновлення жіночої секції в своїй структурі. У 2025 році жіноча команда «Мальме» розпочала свої виступи в лізі Дамаллсвенскан та започаткувало таким чином нове дербі у чемпіонаті.

## Досягнення
- Damallsvenskan
  - Чемпіон (14): 1986, 1990, 1991, 1993, 1994, 2010, 2011, 2013, 2014, 2015, 2019, 2021, 2022, 2024
- Svenska Cupen
  - Володар (5): 1990, 1997, 2015–16, 2016–17, 2017–18, 2021–22
- Svenska Supercupen
  - Володар (4): 2011, 2012, 2015, 2016